# Aerenea albilarvata
Aerenea albilarvata är en skalbaggsart som beskrevs av Bates 1866. Aerenea albilarvata ingår i släktet Aerenea och familjen långhorningar. Inga underarter finns listade i Catalogue of Life.